# AJ10
L'AJ-10 és un motor de coet hipergòlic. Se l'ha utilitzat per impulsar el tram superior de diversos vehicles de llançament, incloent-hi el Delta II i el Titan III. També serà usat com motor principal de la nau espacial Orion pel Projecte Constellation de la NASA.

## Variants
Es va emprar per primera vegada en la segona etapa Delta-A / Able del coet Vanguard, en la configuració AJ10-118. Inicialment, es va alimentar amb àcid nítric i UDMH. Un motor AJ10 va ser llançat en vol durant el tercer llançament Vanguard, el 17 de març de 1958, que va posar en òrbita el satèl·lit Vanguard 1.
El motor AJ10-101 es va utilitzar en una versió actualitzada de l'escenari Able, utilitzada en coets Atlas-Able i Thor-Able. El primer vol AJ10-101, amb un Thor-Able, es va produir el 23 d'abril de 1958; tanmateix, Thor va fallar abans de la fase superior de l'Able. El segon vol, que va veure el primer tret al vol d'un motor AJ10-101, es va produir el 10 de juliol de 1958.
El motor AJ10-138 va ser desenvolupat originalment per a Vanguard i Able, i va ser volat entre 1964 i 1980. Dos d'aquests motors van ser utilitzats al Titan III GTO Transtage, amb impuls impulsat de 7.800 lbf (35 kN) a 8.000 lbf (36 kN)) i amb un impuls específic més alt de 311 s (3,05 km / s).
El motor AJ10-137 es va fer servir en el sistema de propulsió del mòdul de servei Apollo des del primer vol el 1966. La injecció Trans-Earth, des de l'òrbita lunar, va ser l'ús més crític d'aquest motor durant el programa Apollo. Aquesta versió també emprava Aerozine 50 com a combustible i tetraòxid de nitrogen (N₂O₄) com a oxidant.
El motor AJ10-118F produïa 9.000 lbf (40 kN) d'empenta i es derivava del motor AJ10-138 usat al Transtage. Va ser utilitzat per la fase superior Delta-F del coet de la sèrie Delta Straight Eight, a partir del 1972. Aquesta versió va utilitzar Aerozine 50 (una barreja 1: 1 de UDMH i hidrazina) com a tetraòxid de combustible i nitrogen (N₂O₄), com a oxidant, més que l'àcid nítric anterior / UDMH.
El motor AJ10-190 es va fer servir en el sistema de maniobres orbitals espacials del transbordador espacial (OMS) per a la inserció orbital, les maniobres en òrbita i la desorbitació, que es va volar per primera vegada el 1981. Després de la retirada de la llançadora, aquests motors seran tornats a posar en ús. Al mòdul de serveis de la nau espacial Orion.
El motor AJ10-118K es va fer ús a l'escenari superior del coet Delta II, Delta-K. Va utilitzar Aerozine 50 com a tetraòxid de combustible i nitrogen (N₂O₄) com oxidant. La variant del motor AJ10-118K es va utilitzar des del 1989 i es va retirar a la conclusió del llançament ICESat-2 el 15 de setembre de 2018.